# Мислава
Мислава (словац. Myslava) — міська частина, громада округу Кошиці II, Кошицький край. Кадастрова площа громади — 7.01 км².
Населення 2540 осіб (станом на 31 грудня 2020 року).

## Історія
Мислава згадується 1382 року.

## Географія
Протікає Миславський потік і Чічковський потік.